# Noah Penman
Noah George Penman (20 de abril de 2007) es un deportista británico que compite en saltos de trampolín. Ganó una medalla de plata en el Campeonato Europeo de Saltos de 2025, en la prueba de trampolín 3 m.

## Palmarés internacional
| Campeonato Europeo | Campeonato Europeo | Campeonato Europeo | Campeonato Europeo |
| Año                | Lugar              | Medalla            | Prueba             |
| ------------------ | ------------------ | ------------------ | ------------------ |
| 2025               | Antalya (Turquía)  | Medalla de plata   | Trampolín 3 m      |